# アンヘラ・ポンセ
アンヘラ・マリア・ポンセ・カマーチョ（スペイン語: Ángela María Ponce Camacho、1991年1月18日 - ）は、スペイン・アンダルシア州セビリア県ピラス出身のモデル。トランスジェンダーである。2018年、スペインの代表として第67回ミス・ユニバース世界大会に出場。トランスジェンダーの女性が国の代表としてミス・ユニバースに出場するのは大会史上初である。

## 経歴

### 生い立ち
1991年1月18日、アンダルシア州セビリア県ピラスに生まれる。出生名はアンヘル・マリオ・ポンセ・カマーチョ（スペイン語: Ángel Mario Ponce Camacho）。
父親はバーを経営していた（現在は兄が継ぐ）。一人の兄と一人の妹を持つ。保守的だとされる地域で育ち、同じような存在は周囲にいなかった。崩壊家庭の子やロマの子なども通う特別支援学校に通った。
6歳のときからフラメンコを習う。
学生時代は情報工学を学ぶが、体育教師の職に就いた。

### 性同一性障害について
自分が「違う」ということは幼少時に自覚していた。両親が欲しいおもちゃを尋ねたとき、迷うことなくバービーと答えたこともある。11歳の時に性同一性障害と判明する。
16歳の時にホルモン療法を始め、24歳の時には性別適合手術を受けた。

### ページェント
Miss World Cadiz 2015に優勝すると、アンダルシア州カディス県カディスを代表してMiss World Spain 2015に出場。入賞ならず。
この後、モデルとしてのキャリアを追求するためマドリッドに移る。ダニエラ財団のボランティアもはじめる。トランスジェンダーをめぐる問題について学校で話すほか、こうした子を持つ親や本人の相談に乗っている（ダニエラ財団は、アンヘラを女の子と認めたがらない学校当局と戦った彼女の母により設立された）。
2018年6月29日、Miss Universe Spain 2018で優勝。
2018年12月17日、スペインを代表してミス・ユニバース2018に出場。入賞は逃したが、トランスジェンダーの女性が国の代表としてミス・ユニバースに出場するのは大会史上初である。